# Alan McLoughlin
Alan Francis McLoughlin (* 20. April 1967 in Manchester; † 4. Mai 2021 in Swindon) war ein in England geborener, irischer Fußballspieler. Als Mittelfeldspieler war er vor allem bekannt für seine Zeit als Spieler von Swindon Town und dann ganz besonders in den 1990er-Jahren in Diensten des FC Portsmouth. Er war bei zwei WM-Endrundenturnieren 1990 in Italien sowie 1994 in den Vereinigten Staaten jeweils Teil des irischen Kaders. Sein größter Moment war sein 1:1-Ausgleichstreffer gegen Nordirland, der Irland die Qualifikation für die WM 1994 sicherte. Für die irische Nationalmannschaft absolvierte er zwischen 1990 und 1999 insgesamt 42 A-Länderspiele.

## Sportlicher Werdegang

### Manchester, Swindon & Southampton
McLoughlin schloss sich im Juli 1983 nach dem Schulabschluss der Akademie von Manchester United an und wurde zur Saison 1985/86 in den Profikader übernommen. Dort konnte er sich jedoch nicht durchsetzen, spielte ausschließlich für die Reserveauswahl und wechselte im August 1986 zum Drittligaaufsteiger Swindon Town. Zuvor hatte er bei Stoke City (damals in der zweiten Liga unterwegs) anlässlich eines Probeturniers ohne positives Ergebnis vorgespielt; auch ein einwöchiges Vorspielen bei Oldham Athletic (ebenfalls Teilnehmer der Third Division) war vergebens.
Am 12. September 1986 debütierte er beim 2:2 gegen Newport County, aber das passsichere und auf technische Feinheiten ausgelegte Spiel von McLoughlin passte wenig zu dem Spielstil, den Trainer Lou Macari pflegte. Dieser vertraute oft auf ein System mit langen Bällen in die Offensive und so drohte das Engagement nach gerade einmal neun Drittligapartien und einer Ausleihe bereits im März 1987 an den Viertligisten Torquay United als ein Missverständnis zu enden, zumal McLoughlin auch zu Beginn der anschließenden Saison 1987/88 im Rahmen einer zweiten Leihphase für Torquay spielte. Nach seiner Rückkehr nach Swindon Town, das mittlerweile in die zweite Liga aufgestiegen war, besaß der Klub Personalprobleme im Mittelfeld (vor allem durch Sperren); so bot sich ihm eine erste echte Chance, die er immer besser zu nutzen wusste. Spätestens als dann im Jahr 1989 der Argentinier Osvaldo Ardiles die Mannschaft als Spielertrainer zu betreuen begann, etablierte sich McLoughlin als Stammspieler im Mittelfeld. Er bestritt in der Saison 1989/90 alle 46 Zweitligaspiele und schoss in allen Wettbewerben zusammen 16 Tore. Als Krönung schoss er den 1:0-Siegtreffer im Play-off-Finale gegen den AFC Sunderland. Dass Swindon trotzdem nicht in die höchste englische Spielklasse aufstieg, lag daran, dass der Verein vom Ligaverband schuldig gesprochen worden war, illegale Zahlungen an Spieler getätigt zu haben. Ursprünglich hatte das Urteil sogar einen Zwangsabstieg von Swindon in die dritte Liga vorgesehen; davon wurde jedoch in einer finalen Entscheidung Abstand genommen, so dass McLoughlin mit Swindon zumindest weiter in der zweiten Liga spielen durfte. Nur ein halbes Jahr später wechselte McLoughlin im Dezember 1990 zum Erstligisten FC Southampton. Grund dafür waren auch die zunehmenden Finanzprobleme in Swindon, die durch McLoughlins hohe Ablösesumme von einer Million Pfund etwas Linderung erfuhren.
Der Neuling schien nur schwer in das System der „Saints“ zu passen, da seine bevorzugte Position die des offensiven Mittelfeldspielers mit Freiraum hinter zwei Angreifern war. In Southampton bestand die Stürmer-Reihe aus den drei Angreifern Matt Le Tissier, Alan Shearer und Rod Wallace, die bedient wurde von einem Dreier-Mittelfeld, in dem Jimmy Case der Dreh- und Angelpunkt war. Da Barry Horne auf der rechten Seite zuhause war, blieb McLoughlin das linke Mittelfeld übrig. Als dann Case eine Reihe von Spielen verpasste, wurde er durch Glenn Cockerill ersetzt. McLoughlin bekam nun Bewährungschancen auf seiner angestammten Position und ließ Erinnerungen an die beste Swindon-Zeit wieder aufleben. Zur Saison 1991/92 war Trainer Chris Nicholl durch Ian Branfoot ersetzt worden, der neben dem Abgang von Wallace auch Case transferierte und so schien einem Neustart für McLoughlin wenig entgegenzustehen. Umso überraschender war, dass McLoughlin überhaupt nicht zum ersten Spieltag berücksichtigt wurde und nach gerade einmal zwei Einwechslungen in der laufenden Spielzeit war Branfoot im Februar 1992 bereit, den vormaligen 1-Millionen-Mann für 400.000 Pfund an den Zweitligisten FC Portsmouth weiterzureichen.

### FC Portsmouth
Von Beginn an war McLoughlin bei „Pompey“ eine feste Größe und schoss das Siegtor im Viertelfinale des FA Cup gegen Nottingham Forest, bevor die Mannschaft im Halbfinale im Elfmeterschießen gegen den FC Liverpool ausschied. In der folgenden Saison 1992/93 verpasste er keine einzige Zweitligapartie und scheiterte erst in den Aufstiegs-Playoffs knapp im Halbfinale an Leicester City. Auch trat er häufiger als Torschütze in Erscheinung und sammelte in der Saison 1995/96 erstmals für Portsmouth mit 10 Ligatoren ein zweistelliges Ergebnis – darunter waren freilich einige Elfmeter. Die Treffsicherheit ließ zwar beizeiten nach, aber die Anerkennung seiner Leistungen zur Mitte der 1990er-Jahre fand auch Ausdruck in seiner Auszeichnung zum PFAI Players’ Player of the Year im Jahr 1996 (vor „Hochkarätern“ wie Roy Keane oder Denis Irwin von Manchester United). Die Torausbeute in den beiden Jahren bis 1998 ließ fortan nach mit insgesamt neun Ligatreffern, aber seine Fähigkeiten, die Offensive in Szene zu setzen, machten ihr weiterhin zu einem geschätzten Mannschaftsspieler. Gut anderthalb Jahre später wechselte er für 260.000 Pfund zum Drittligisten Wigan Athletic.

### Karriereherbst
Die Zeit in Wigan war geprägt durch Verletzungen und in knapp zwei Jahren absolvierte er nur 22 Ligapartien. Im Dezember 2001 ging es für ihn eine Liga tiefer zum AFC Rochdale, den er in den verbliebenen Partien der Saison 2001/02 ins Playoff führte (hier verwandelte er einen Elfmeter im letzten Ligaspiel gegen die Bristol Rovers), bevor dort bereits im Halbfinale durch die Niederlage gegen Rushden & Diamonds Endstation war. In der Spielzeit 2002/03 ließ McLoughlin die aktive Laufbahn beim Fünftligisten Forest Green Rovers ausklingen und nahm dazu Coaching-Aufgaben im Trainerstab wahr. Später fokussierte er sich auf die Assistententätigkeit.

### Zeit nach der aktiven Karriere
Im Juli 2011 schloss sich McLoughlin seinem Ex-Klub aus Portsmouth als Trainer der Akademie bei und arbeitete an der Seite anderer verdienter Spieler wie Andy Awford und Paul Hardyman. Im April 2013 stieg er auf in den Trainerstab des Seniorenbereichs. Hier war er an der Seite von Guy Whittingham für den in die vierte Liga abgerutschten Verein tätig. Nach Whittinghams Entlassung im November 2013 folgte ihm Richie Barker nach, der ebenfalls nur drei Monate im Amt blieb. Als dann Awford die Verantwortung für den Rest der Spielzeit 2013/14 übernahm (gemeinsam mit Hardyman und McLoughlin), sorgte eine Serie von zum Ende sieben unbesiegten Partien für den Klassenerhalt. Awford wurde danach zur „Dauerlösung“ ernannt und sowohl McLoughlin als auch Hardyman unterstützen ihn vorerst weiter. Im Dezember 2014 verließ McLoughlin seinen Posten aufgrund von Differenzen bezüglich der künftigen sportlichen Ausrichtung.
Zwischen 2016 und 2021 leitete er dann bis zu seinem Tod die Jugendakademie von Swindon Town. Er starb im Mai 2021 an den Folgen einer Krebserkrankung.

### Irische Nationalmannschaft
Nach seinen außerordentlich guten Leistungen in der Saison 1989/90 für Swindon Town wurde der irische Nationaltrainer Jack Charlton auf ihn aufmerksam. McLoughlins Eltern hatten die irische Staatsbürgerschaft, so dass er dadurch die Spielberechtigung für Irland besaß. Am 2. Juni 1990 debütierte er beim 3:0-Freundschaftsspielsieg gegen Malta und wurde dann für die anstehende WM-Endrunde 1990 in Italien in den irischen Kader nominiert. Dort kam er zweimal in der Gruppenphase per Einwechslung in den Partien gegen England (1:1) und Ägypten (0:0) zum Zuge – sowohl im Achtel- als auch im Viertelfinale (dort verlor Irland gegen den Gastgeber mit 0:1) war er dann nicht vertreten. Sein wohl bekanntester Moment fand am 17. November 1993 statt. Er kam per Einwechslung im entscheidenden Spiel der Qualifikation für die folgende WM-Endrunde 1994 in den Vereinigten Staaten gegen Nordirland zum Zug. Aufgrund der Niederlage des direkten Konkurrenten Dänemark gegen Spanien genügte Irland ein Remis. Dieses drohte jedoch zu misslingen, da Nordirland knapp eine Viertelstunde vor Ende mit 1:0 in Führung lag, bevor letztlich McLoughlin in der 76. Minute zum 1:1-Endstand ausglich. Anders als vier Jahre zuvor blieb McLoughlin bei dem WM-Endrundenturnier selbst unberücksichtigt. Insgesamt bestritt er 42 A-Länderspiele und schoss zwei Treffer (neben dem besagten Tor gegen Nordirland noch ein Treffer bei der 2:3-Niederlage am 2. April 1997 gegen Mazedonien). Seinen letzten Auftritt hatte er am 9. Oktober 1999 gegen denselben Gegner, der mit einem 1:1-Remis endete.